# ピタ・タウファトファ
ピタ・タウファトファ（Pita Taufatofua、1983年11月5日 - ）は、トンガのテコンドー、クロスカントリースキー、カヌーの選手。オーストラリア生まれ、トンガ育ち。トンガ人の父とオーストラリア人の母を持つ。

## 来歴
5歳の時にテコンドーを始める。トンガの高校を卒業した 後、オーストラリアへ渡りブリスベンの大学に通い、2000年に卒業した。現在もブリスベンに住み、家の無い子ども達の自立を援助する施設で働いている。
2016年のリオデジャネイロオリンピックのテコンドー男子80kg超級に初出場し、初のトンガテコンドー代表選手となったほか開会式では旗手を務めた。この際、タウファトファは上半身裸で体にはココナッツオイルを塗っていて腰に民族衣装を纏った姿で入場行進し、注目を浴びた。タウファトファは開会式前に自身のInstagramにて「サプライズがある」 との書き込みをしており、ソーシャルメディアなどでもタウファトファの姿は話題となった。その人気を受け、閉会式ではパフォーマンスのステージ上で踊る五大陸の代表選手のうちオセアニア代表にタウファトファが選ばれ、再び開会式と同様の姿で登場し、踊りを披露した。
2018年の平昌オリンピックでタウファトファはノルディックスキー距離の選手として参加し、開会式ではリオ五輪に引き続きトンガの旗手を務め、氷点下6℃という厳しい寒さの中リオ五輪開会式と同じ姿で登場し話題となった。タウファトファがこの格好で入場行進を行っているのは、名前を知ってもらうことで支援を受け、施設の人達を助けたい、かつ不可能に思えることでもやればできるということを伝えたいからであった。閉会式でもタウファトファは旗手を務め、入場時は服を着ていたがフェアプレーと友好を世界に伝えた選手代表として紹介された時には、再び上半身裸の姿で登場した。
2021年の東京オリンピック開会式でも旗手を務め、やはり上半身にオイルを塗るスタイルで登場したが新型コロナウイルス感染症が流行するさなかの開催であったためマスクを装着しての行進となった。競技はテコンドー男子80kg超級に出場したが初戦で敗退するも獲得点数はリオの1点から3点に伸ばした。
2022年1月のフンガ・トンガ噴火の際にはオーストラリアにて合宿を行っていたためタウファトファ自身は直接の難を逃れたが、ハアパイ諸島に住む家族と一時連絡が取れなくなり、母国への災害復興支援を呼びかけるためにクラウドファンディングを募ったほか、SNSにて写真を公開し現状を世界に発信した。直後に開催された北京オリンピックには出場せず、2024年に開催予定のパリオリンピックを目指すことを表明し、カヌーでも出場を目指したものの、2024年4月19日にパリ五輪への出場権を逃したことを明らかにした。

## 主な戦績

### テコンドー
| 年   | 大会                     | 開催地           | 種目     | 結果           | 備考 |
| ---- | ------------------------ | ---------------- | -------- | -------------- | ---- |
| 2013 | 世界テコンドー選手権大会 | プエブラ         | ヘビー級 | 1回戦敗退      |      |
| 2015 | 世界テコンドー選手権大会 | チェリャビンスク | ヘビー級 | 1回戦敗退      |      |
| 2016 | オリンピック             | リオデジャネイロ | 80kg超級 | 1回戦敗退      |      |
| 2017 | 世界テコンドー選手権大会 | 茂朱郡           | ヘビー級 | 1回戦敗退      |      |
| 2021 | オリンピック             | 東京             | 80kg超級 | 敗者復活戦敗退 |      |

### クロスカントリースキー
| 年   | 大会                         | 開催地   | 種目       | 順位  | 記録          | 備考 |
| ---- | ---------------------------- | -------- | ---------- | ----- | ------------- | ---- |
| 2017 | ノルディックスキー世界選手権 | ラハティ | スプリント | 153位 | 5時間44分72秒 |      |
| 2018 | オリンピック                 | 平昌     | 15kmフリー | 114位 | 56分41秒1     |      |

### カヌー
| 年   | 大会                       | 開催地 | 種目                 | 順位     | 記録      | 備考 |
| ---- | -------------------------- | ------ | -------------------- | -------- | --------- | ---- |
| 2019 | カヌースプリント世界選手権 | セゲド | カヤックシングル200m | 予選敗退 | 58秒19    |      |
| 2019 | カヌースプリント世界選手権 | セゲド | カヤックペア200m     | 予選敗退 | 途中棄権  |      |
| 2019 | カヌースプリント世界選手権 | セゲド | カヤックペア500m     | 予選敗退 | 2分37秒81 |      |